# Região censitária
Uma região censitária ou região censodesignada (em inglês:  census-designated place) é uma área determinada pelo Departamento do Censo dos Estados Unidos, órgão estatístico do governo dos Estados Unidos, para a coleta de informações estatístico-demográficas.
As regiões censitárias são comunidades, sejam urbanas ou rurais, que não possuem governo próprio — sendo governadas diretamente pelos condados onde estão localizadas. Fora isto, estas regiões assemelham-se a regiões organizadas, tais como vilas ou cidades.
Tais regiões são criadas para fornecer informações para concentrações de população que são identificáveis por nome, mas não legalmente incorporadas — ou seja, não possuem governo municipal próprio — sob as leis do Estado onde tais regiões localizam-se.
As fronteiras de tais regiões podem ser definidas em cooperação com oficiais locais ou tribais, mas não são fixas, e não afetam o status de um dado governo local ou de uma dada região incorporada. As fronteiras de uma região censodesignada podem mudar de um censo para o outro, refletindo mudanças em padrões de assentamento.